# Gerhard von Kanitz
Gerhard von Kanitz est un homme politique allemand, né le 9 avril 1885 à Podangen (Province de Prusse-Orientale, Empire allemand) et mort le 15 juin 1949 à Francfort-Sossenheim (RFA).
Membre du DNVP, sans parti puis membre du DVP, il est ministre de l'Agriculture et de l'Alimentation entre 1923 et 1925.

## Biographie

### Origine et enfance
Gerhard von Kanitz (de) est le fils du propriétaire terrien de Prusse-Orientale Hans von Kanitz. Il étudie au lycée royal Guillaume de Königsberg (de), fait son service militaire et devient officier dans l'armée prussienne, au sein du 3e régiment de cuirassiers. Son père meurt en 1913. Après avoir combattu pendant la Première Guerre mondiale, il devient président d'une association d'agriculteurs de l'arrondissement de Preußisch Holland (de).

### Carrière politique
Il est membre du Parti national du peuple allemand (le DNVP) jusqu'en 1923. De 1919 à 1921, il est membre DNVP du Parlement prussien. Le 7 mars 1921, il devient membre du Reichstag, jusqu'en 1924, où il est à partir d'un moment non inscrit. De 1928 à 1932, il est député au Parlement prussien. De 1929 à 1933, il est député du parlement provincial de Prusse-Orientale. 
Du 6 octobre 1923 au 19 janvier 1926, il est ministre de l'Alimentation et l'Agriculture dans les gouvernements des chanceliers Gustav Stresemann, Wilhelm Marx et Hans Luther.

## Vie privée
Il épouse en 1912 la baronne Valérie Winckler von Tiele-Winckler (de), avec qui il a trois filles.